# 400

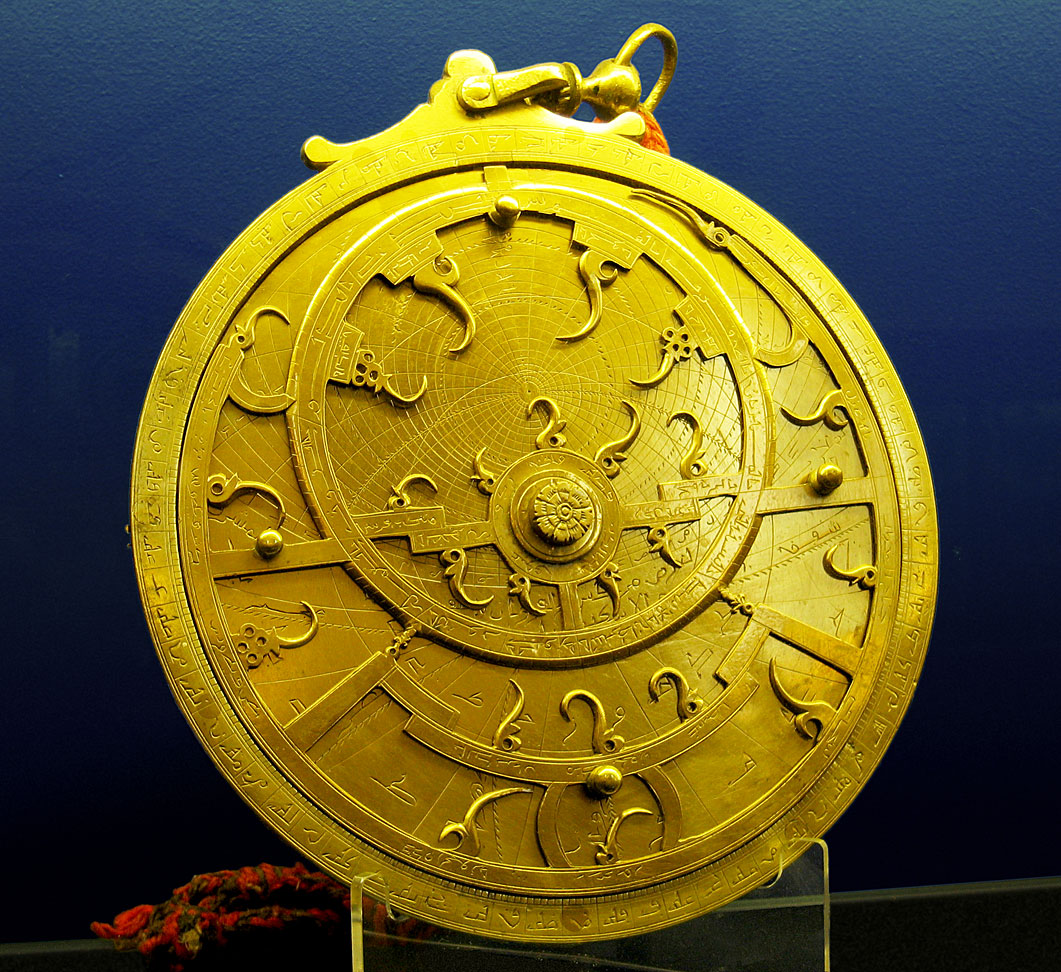
Perzisch astrolabium uit de 18e eeuw

Het jaar 400 is het 100e jaar in de 4e eeuw volgens de christelijke jaartelling.

## Gebeurtenissen

### Klein-Azië
- 9 januari - Keizer Arcadius laat zijn vrouw Aelia Eudoxia tot augusta verheven. Zij onderhoudt contacten met machtige Frankische en Gotische leiders die een sterke invloed hebben op de politiek in het Romeinse Rijk.
- 12 juli De opstand van de bevolking van Constantinopel maakt een einde aan de rebellie van Gainas en Tribigild.
- Uldin, hoofdman van de Hunnen, neemt de Gotische generaal (magister militum) Gainas gevangen en laat hem onthoofden. Hij stuurt zijn hoofd als diplomatiek geschenk naar het keizerlijk paleis in Constantinopel.

### Europa
- De Franken bezetten als foederati (bondgenoten) Germania Inferior (huidige Nederland, België en het Rijnland). De Romeinse en geromaniseerde bevolking slaat op de vlucht of wordt onderworpen door de Frankische elite.

### Balkan
- Godigisel wordt koning van de Vandaalse Asdingen. Tijdens zijn bewind komen de Asdingen die in Pannonië als foederati gevestigd zijn in opstand. Hij besluit het 60 jaar daarvoor gesloten vredesverdrag met de Romeinen te verbreken en trekt met zijn volk naar het Westen.

### Japan
- Richu (r. 400-405) de oudste zoon van Nintoku bestijgt als de 17e keizer van Japan de troon.

### China
- Fa Hsien, Chinese boeddhistische monnik, steekt met een gezelschap van 16 monniken het Himalaya-gebergte over naar India. Na een moeizame reis van drie maanden bereikt hij de bovenloop van de Indus.

## Astronomie
- Het astrolabium, een instrument voor navigatie, wordt geïntroduceerd. Het toestel berekent de plaats en hoogte van een hemellichaam.

## Religie
- De Peshitta, een vertaling van de Bijbel in het Syrisch, wordt voltooid. Het Oude Testament bevat de zogenaamde "Apocryfe" boeken.

## Verschenen
- De Vergilius Vaticanus, een verlucht manuscript van de Aeneis (waarschijnlijke datum)
- "Apologia ad Anastasium Romanae Urbis episcopum", geschreven door Tyrannius Rufinus

## Geboren
- Aspar, Romeins generaal (magister militum) (waarschijnlijke datum; overleden 471)
- Flavius Magnus, Romeins consul en prefect (waarschijnlijke datum; overleden 475)
- Hydatius, bisschop en kroniekenschrijver (waarschijnlijke datum; overleden 469))
- Leo I, de Grote, paus van de Katholieke Kerk vanaf 440 (overleden 461)

## Overleden
- Ammianus Marcellinus, Romeins historicus
- Gainas, opstandige generaal van het Oost-Romeinse leger
- Onufrius de Grote, Egyptisch woestijnvader (waarschijnlijke datum)
- Safrax, Ostrogotische hoofdman (hertog) (waarschijnlijke datum)
- Tribigild, opstandige dux van de Gotische foederati in Anatolia